# قائمة سلسلة مركبات أف في العسكرية
تشمل هذه القائمة على سلسلة مركبات أف في العسكرية البريطانية. بعض هذه المركبات لا تحمل اسم أف في مثل هاوتزر عيار 155مم AS 90. 

## 0–999

أف في 215 بي, هي مدمرة دبابات ثقيلة مبنية على دبابة كونكيرور أم كيه 2 مزودة بمدفع 183 ملم موضوع في خلق جسم الدبابة. يتحرك برج الدبابة بزاوية 45 درجة.

- أف في101: سكوربيون دبابة خفيفة مزودة بمدفع 76 ملم
- أف في102: سترايكلر قاذفة لهب.
- أف في103: سبارطان إف في-103 إيه بيه سي
- أف في104: ساميريتان سيارة إسعاف
- أف في105: سولتان مركبة مدرعة
- أف في106: سامسون مركبة إصلاح مدرعة.
- أف في107: سكيميتار مركبة استطلاع خفيفة بزودة بمدفع 30 ملم
- أف في109: بديلا لمركبة أف في432
- أف في120: سبارطن بدون برج
- أف في180: عربة مدرعة متخصصة برمائية
- أف في201: «دبابة قتال» (إيه45) 17 بي دي أر بزودة بمدفع (لاحقا 20 بي دي أر)
- أف في207: مدفع ذاتي الحركة على أساس إيه45. تم التخطيط لتركيب مدافع هاوتزر 105 ملم أو 140 ملم أو 152 ملم في مقصورة مدرعة مغلقة. كانت العربة موجودة فقط في المخططات ولم تنفذ على ارض الواقع.
- أف في209: مركبة إصلاح مدرعة- لم يبنى منها أي نماذج
- أف في212: «ناقلة جنود»- لم يبنى منها أي نماذج
- أف في214: دبابة كونكوير بمدفع ثقيل
- أف في215إيه: مركبة إصلاح مدرعة ثقيلة بنيت على هيكل دبابة كونكوير - لم تبنى
- أف في215b: مدفع عيار 183 ملم على هيكل دبابة ثقيلة من كونكوير. تم إلغاء المشروع في الخمسينيات [1]
- أف في217: SP 120mm medium - project cancelled
- أف في219: مركبة إصلاح مدرعة، أم كيه1 أف في201. تم الانتهاء من ثمانية نماذج.
- أف في221: كانافين مدفع دبابة متوسطة. أف في201.
- أف في222: كونكوير مركبة إصلاح مدرعة أم كيه 2
- أف في301: 21 ton light tank with 77mm gun (based on A46) Project cancelled in 1953
- أف في302: GPO/CPO Command Vehicle based on أف في301
- أف في303: 20pdr Self Propelled Gun based on أف في301
- أف في304: 25pdr Self Propelled Gun based on أف في301
- أف في305: 5.5 inch Self Propelled Gun based on أف في301
- أف في306: Light Armoured Recovery Vehicle based on أف في301
- أف في307: Radar Vehicle based on أف في301
- أف في308: Field Artillery Tractor based on أف في301
- أف في309: RA section vehicle based on أف في301
- أف في310: Armoured Personnel Carrier based on أف في301
- أف في311: Armoured Load Carrier based on أف في301
- أف في400: 17.6 ton tank with 77 mm gun
- أف في401: Cambridge series of carriers
- أف في402: Armoured Observation Post vehicle
- أف في420: Tracked Load Carrier, 5 ton.
- أف في421: Cargo Carrier. أف في432 predecessor.
- أف في422: Personnel Carrier
- أف في423: مركبة نقل 5 طن
- أف في424: عربة نقل للمهندسين
- أف في425: Carrier REME
- أف في426: Carrier Tracked Launcher, Orange William HESH AT missile
- أف في432: Armoured Personnel Carrier (APC).
- أف في433: Abbot self-propelled gun 105 mm SP gun on أف في432 chassis
- أف في434: Armoured Repair Vehicle - Engineering version of أف في432
- أف في435: Wavell communications vehicle
- أف في436: Trial version of أف في432 variant fitted with Green Archer radar, did not enter service. Number subsequently used for brigade and division HQ staff vehicles.
- أف في437: Pathfinder vehicle based on أف في432 with snorkel gear.
- أف في438: Swingfire anti-tank missile carrier.
- أف في439: Signals version of أف في432.
- أف في510: Warrior Mechanised Combat Vehicle (MCV).
- أف في511: Warrior Infantry Command Vehicle
- أف في512: مركبة إصلاح
- أف في513: مركبة إصلاح
- أف في514: Warrior Observation Post Vehicle
- أف في515: Warrior Battery Command Vehicle
- أف في601: Saladin
- أف في603: Saracen
- أف في604: Saracen Regimental CP
- أف في610: Saracen RA CP (high roof)
- أف في622: Truck Cargo Amphibious, 6 x 6, Stalwart
- أف في701: Scout Car Liaison, Ferret Mk 1/1
- أف في703: Scout Car Reconnaissance/GW, Ferret Mk 2/6
- أف في704: Scout Car Liaison Ferret Mk 1/2
- أف في711: Scout Car Reconnaissance, Ferret Mk 4 (Big-wheeled) Ferret
- أف في712: Scout Car Reconnaissance/GW, Ferret Mk 5 (Big-wheeled)
- أف في721: Combat Vehicle Reconnaissance (Wheeled), Fox Mk 1/2
- أف في722: مركبة استطلاع (بعجلات)، فيكسن أم كيه1

1. ↑  Aأف في Profile No. 38